# Muškovina
Muškovina (Servisch cyrillisch Мушковина) is een plaats in de Servische gemeente Prijepolje. De plaats telt 34 inwoners (2002).